# Ferdinand Brock Tupper
Pour les articles homonymes, voir Tupper.
Ferdinand Brock Tupper, né à Guernesey en 1795 et mort 1874, est un historien guernesien. Il est un des premiers à étudier et publier des travaux de recherche sur l'histoire de Guernesey et plus généralement sur les îles Anglo-Normandes.

## Biographie
Ferdinand Brock Tupper est le fils de John Elisha Tupper (armateur et négociant) et d'Elizabeth Brock (1767-1847), sœur de Sir Isaac Brock. Il naquit dans la maison familiale aux Cotils à Guernesey.
En 1845, il publie la correspondance de son beau-père sous le titre "The Life and Correspondence of Sir Isaac Brock", qui contient une mine de renseignements sur le général Isaac Brock et sa participation à la Guerre de 1812 entre les États-Unis et le Royaume-Uni via le Canada. 
En 1851, il édite ensuite Chroniques du château Cornet qui énumèrent l'histoire de cette forteresse. 
Puis suit, en 1854, un autre ouvrage sur l'Histoire du bailliage de Guernesey avec des liens historiques avec l'île voisine de Jersey. Il faudra attendre les travaux de l'historien James Marr, publié en 1982, pour actualiser les travaux de Ferdinand Brock Tupper.
Il a épousé Mary Ann Herbert, et ils eurent deux filles, Henriette et Emily.
Il est décédé en 1874 laissant sa fille aînée, Henriette, exécutrice testamentaire de son œuvre littéraire.